# Art Gallery of South Australia
Art Gallery of South Australia (AGSA) je umetnostna galerija ustanovljena leta 1881 kot National Gallery of South Australia in se nahaja v Adelaide v Avstraliji. Je najpomembnejši muzej vizualne umetnosti v avstralski zvezni državi Južna Avstralija. Vsebuje zbirko skoraj 45.000 umetniških del, kar jo po velikosti uvršča na drugo mesto med državnimi umetniškimi zbirkami v Avstraliji.

## Zbirka
Od maja 2019, zbirka AGSA vsebuje skoraj 45,000 umetnostnih del. Od državnih galerij je le National Gallery of Victoria večja. Vsako leto je obišče približno 512,000 obiskovalcev.

## Galerija
Izbrana avstralska dela
- John Glover, Pogled na umetnikovo hišo in vrt, v Mills Plains, Van Diemen's Land, 1835
- HJ Johnstone, Večerne sence, zaledje Murraya, Južna Avstralija, 1880
- Charles Conder, Počitnice v Mentoneu, 1888
- Tom Roberts, pobeg!, 1891

Izbrana mednarodna dela
- Hans Holbein mlajši (po), kralj Henry VIII, c. 1540
- Joseph Wright iz Derbyja, Pogled na Vezuv s Posillipa, Neapelj, c. 1788
- JMW Turner, grad Alnwick, 1829
- JW Waterhouse, Circe Invidiosa, 1892